# Becklespinax
 Becklespinax  ist eine Gattung theropoder Dinosaurier aus der Unterkreide von England. George Olshevsky veröffentlichte 1991 die wissenschaftliche Erstbeschreibung der Gattung mit der Typusart B. altispinax. 
Dieser Fleischfresser ist nur von einigen Rückenwirbeln und Zähnen bekannt, welche im südenglischen Sussex 1884 gefunden worden waren und ursprünglich Altispinax, heute ein Nomen dubium, zugeordnet wurden. Charakteristisch für Becklespinax sind die Fortsätze am Rücken des Tieres, welche einst höchstwahrscheinlich ein Rückensegel gestützt haben. Es ist nicht geklärt, ob der etwa 5 bis 8 Meter lange Theropode mit den Spinosauriden Spinosaurus aus Afrika oder Baryonyx, ebenfalls aus der englischen Unterkreide, eng verwandt ist, oder ob er einem anderen Taxon angehört.

## Forschungsgeschichte
Friedrich von Huene stellte 1923 die Gattung Altispinax mit der Art A. dunkeri auf. Er stützte sich auf die   Beschreibung von Megalosaurus dunkeri, die Dames auf der Grundlage eines Zahns und einiger Rückenwirbel 1884 veröffentlicht hatte. Die Wirbel waren im selben Jahr von dem Sammler Samuel H. Beckles in England gefunden und beschrieben worden. Später erkannte man, dass sie weder zu Altispinax noch zu einer anderen bekannten Gattung gehörten, daher stellte George Olshevsky 1991 die nach dem Fossiliensammler benannte neue Gattung auf.